# Ptorthodius mandibularis
Ptorthodius mandibularis là một loài bọ cánh cứng trong họ Phengodidae. Loài này được Gorham miêu tả khoa học năm 1881.